# Jack Gardner
James Hamlin Gardner (nacido el 29 de marzo de 1910 en Texico, Nuevo México  y fallecido el 9 de abril de 2000 en Salt Lake City, Utah) fue un entrenador de baloncesto estadounidense que ejerció en la NCAA durante 31 años.

## Trayectoria
- Alhambra High School (1933-1936)
- Modesto Junior College (1936-1939)
- Universidad de Kansas State (1939-1942)
- Universidad de Kansas State (1946-1953)
- Universidad de Utah (1953-1971)